# ماريو مايا
ماريو مايا (بالإسبانية: Mario Maya)‏ هو مصمم رقص إسباني، ولد في 1937 في قرطبة في إسبانيا، وتوفي في 27 سبتمبر 2008 بسبب سرطان.